# Kobayashi Minoru
Minoru Kobayashi (sinh ngày 14 tháng 5 năm 1976) là một cầu thủ bóng đá người Nhật Bản.

## Sự nghiệp câu lạc bộ
Minoru Kobayashi đã từng chơi cho FC Tokyo.